# Менвре
Менвре́ (фр. Mennevret) — коммуна во Франции, находится в регионе Пикардия. Департамент коммуны — Эна. Входит в состав кантона Гюиз. Округ коммуны — Вервен.
Код INSEE коммуны — 02476.

## Население
Население коммуны на 2010 год составляло 664 человека.
| 1962 | 1968 | 1975 | 1982 | 1990 | 1999 | 2010 |
| ---- | ---- | ---- | ---- | ---- | ---- | ---- |
| 792  | 770  | 703  | 649  | 656  | 653  | 664  |

## Экономика
В 2010 году среди 413 человек трудоспособного возраста (15—64 лет) 274 были экономически активными, 139 — неактивными (показатель активности — 66,3 %, в 1999 году было 61,9 %). Из 274 активных жителей работали 226 человек (137 мужчин и 89 женщин), безработных было 48 (24 мужчины и 24 женщины). Среди 139 неактивных 35 человек были учениками или студентами, 44 — пенсионерами, 60 были неактивными по другим причинам.